# 베르사유 조약 (1787년)

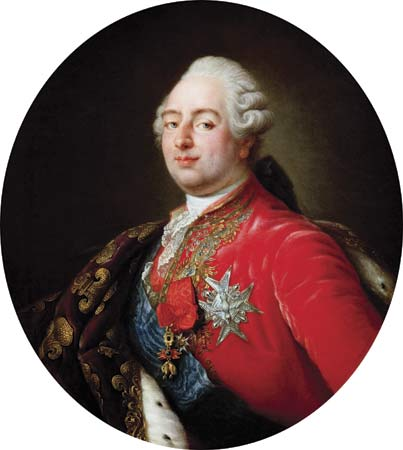
베트남과 동맹을 맺은 루이 16세

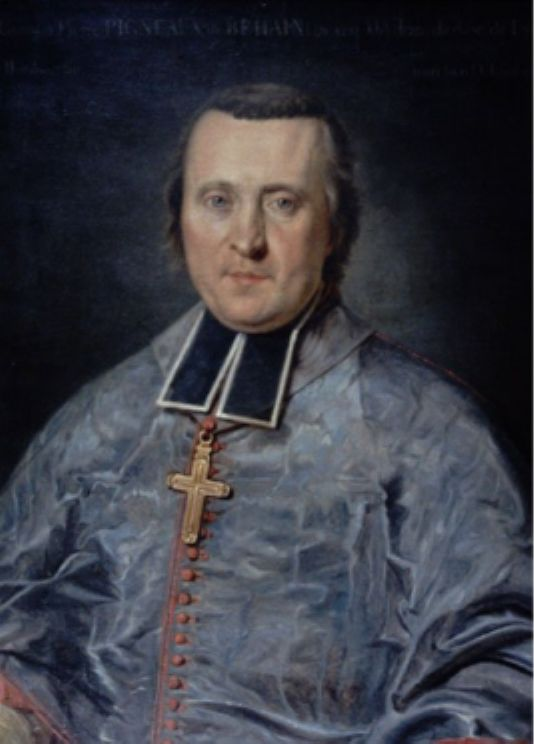
아드란의 주교 피뇨 드 베인, 완복영을 대표해 프랑스로 돌아와
1787년 베르사유 조약을 맺게 한다.

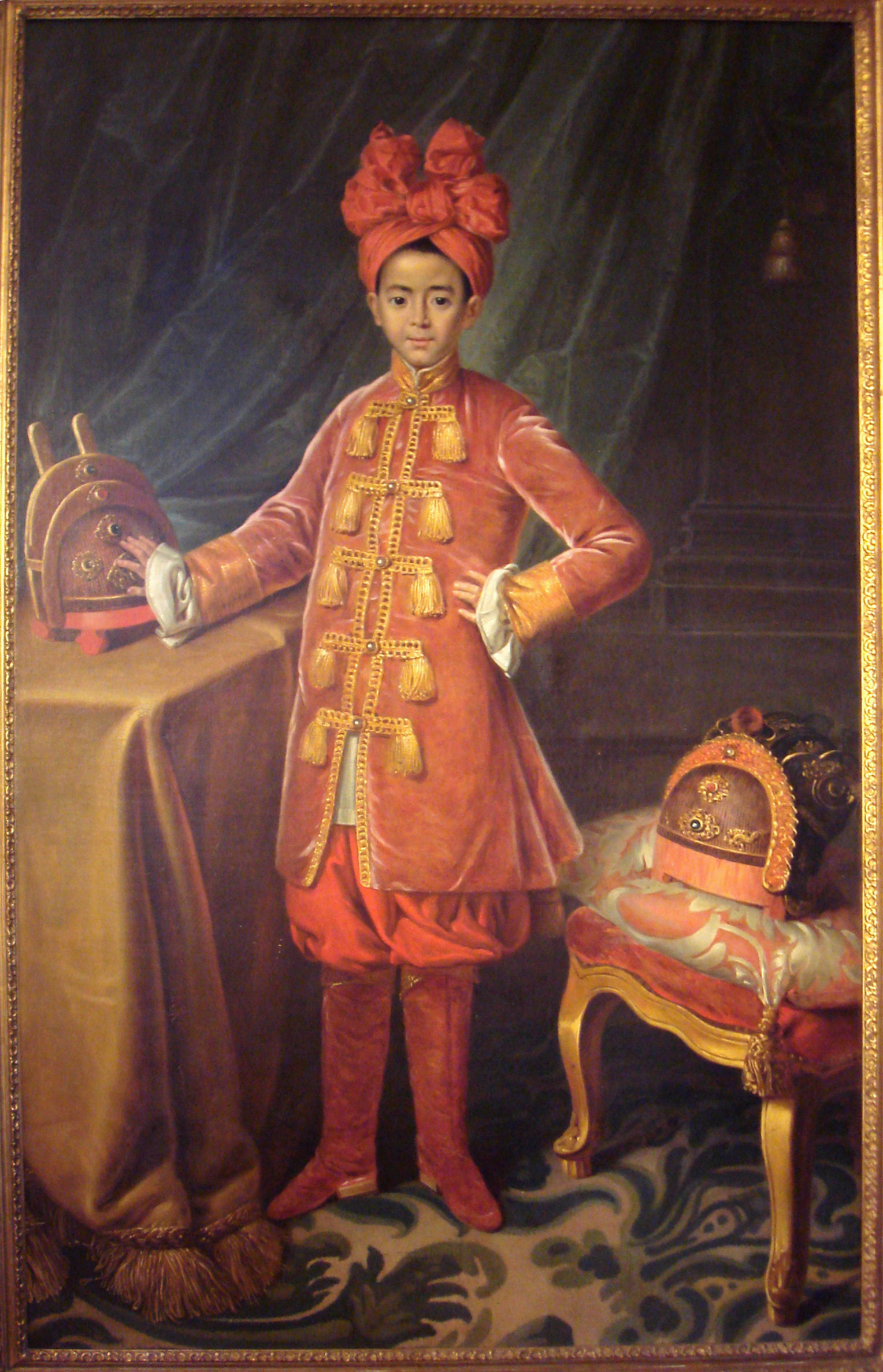
완복영의 장자 완복경, 1878년 당시 7살의 나이로 프랑스로 갔다

1787년의 베르사유 조약(프랑스어: Traité de Versailles de 1787)은 프랑스의 루이 16세와 꽝남국의 왕자 완복영(이후 응우옌 왕조의 자롱제) 간에 체결된 동맹 조약이다.

## 과정
1777년, 완복영(응우옌 푹 아인, 阮福暎)이 16살 때 완씨는 떠이선의 난에 멸망했다. 완복영은 추방되어 프랑스의 가톨릭 선교사로 아드란의 주교였던 피뇨 드 비엔로부터 보호와 원조를 받았다. 피뇨 드 비엔은 지지를 얻어내기 위해 ‘루앙남타 왕의 특사’라고 칭하고 완복영의 맏아들 완복경(응우옌 푹 깐, 阮福景)을 데리고 프랑스로 돌아왔다. 당시 7세였던 완복경을 데려간 것은 자신이 완복영의 특사임을 증명하기 위해서였다.
협상의 결과, 루이 16세는 동맹에 동의했다. 1787년 11월 21일 프랑스 외무장관 몽모란 백작과 완복영의 대리인 피뇨 드 비엔이 조약에 서명하고 통과시켰다. 베르사유 조약에서 완복영이 약속한 것은 꼰다오섬(현재의 꼰선섬)을 할양하고 투란 (현재의 다낭)에 프랑스 거류지 설치를 허가하고, 프랑스에게 무역 독점권을 준다는 내용이었다. 대신 루이 16세는 완복영의 복위를 지원하기 위해 4척의 프리깃에 1,650명의 원군 (흑인 1,450명과 포병 200명)을 보냈다는 내용이었다.

## 영향
이 조약은 프랑스가 인도차이나에서 영향력을 늘리는 첫 걸음이 되었지만, 원군을 보내야 했던 폰디체리의 총독 토마스 콘웨이는 원군을 거부했다. 피뇨 드 비엔은 자력으로 용병을 모아야 했지만, 그래도 1789년부터 1799년까지 자롱제가 베트남을 다시 수복하도록 적지 않은 도움을 주었다. 프랑스는 그 후에도 베트남 육군 훈련, 해군의 창설, 보방 스타일의 요새 건축 등 베트남에 원조를 계속했다.

## 같이 보기
- 응우옌 왕조
- 베트남-프랑스 관계

## 참고 문헌
- Mantienne, Frédéric 1999 Monseigneur Pigneau de Béhaine, Editions Eglises d'Asie, 128 Rue du Bac, Paris, ISSN 1275-6865 ISBN 2-914402-20-1